# Črna (Psičina)
Čŕna je levi pritok Psičine v vzhodnih Halozah. Začenja se v plitvi mokrotni dolini tik pod razvodnim slemenom med potokoma Psičina in Rogatnica. Sprva teče po ozki dolini proti severu skozi vzhodni del Podlehnika, nato se obrne proti jugovzhodu in teče po vse širši dolini skozi razloženi naselji Ljubstava in Strmec pri Leskovcu, pri Spodnjem Leskovcu pa se izliva v Psičino.
V zgornjem delu je dolina ozka, z ozkim mokrotnim dnom in večinoma v gozdu, v dolinskem dnu so dobro ohranjeni mokrotni habitati. Ko se dolinsko dno razširi, so v njem večinoma travniki in njive, ki v spodnjem toku segajo prav do potoka. V tem delu so v dolini tudi posamezne kmetije, zaradi pogostih poplav odmaknjene na nekoliko višje dolinsko obrobje.
Razen na nekaj krajših odsekih v spodnjem toku je struga potoka ostala v naravnem stanju, obdana z gostim pasom obvodnega grmovja in drevja, mestoma so ob njej v zgornjem delu tudi manjši mokrotni logi.
Južni del porečje Črne je vključen v območje Natura 2000 (Vinorodne Haloze), njegova severna meja poteka deloma prav po dolini Črne.